# Nataldykare
Natal dykare (Cephalophus natalensis) är en dykarantilop som lever i sydöstra Afrika.

## Kännetecken
Nataldykaren har en mankhöjd på omkring 40 centimeter och en vikt för ett fullvuxet djur på upp till 15 kilogram. Som andra dykarantiloper har den något längre bakben än framben och får därmed en rundad ryggprofil. Pälsen är rödbrunaktig, mörkast i pannan och på ovansidan av halsen och något ljusare på undersidan av halsen och hakan. Undantaget är svansspetsen som är svartvit. Både hanen och honan har små, korta bakåtriktade horn.

## Utbredning
Nataldykaren förekommer i sydöstra Tanzania och i Malawi och Moçambique, samt i de nordöstra delarna av provinsen KwaZulu-Natal i Sydafrika och i Swaziland. Den listas som livskraftig av IUCN, men populationstrenden för arten anges som nedåtgående. Den har försvunnit från en del områden där den tidigare fanns, främst på grund av mänsklig bosättning och jakt.

## Levnadssätt
Nataldykaren är en skogslevande antilop och dess typiska livsmiljöer utgörs av tropiska och subtropiska låglandsskogar. Ofta håller den till i tät vegetation nära stränder och floder.